# Economia de les Bahames

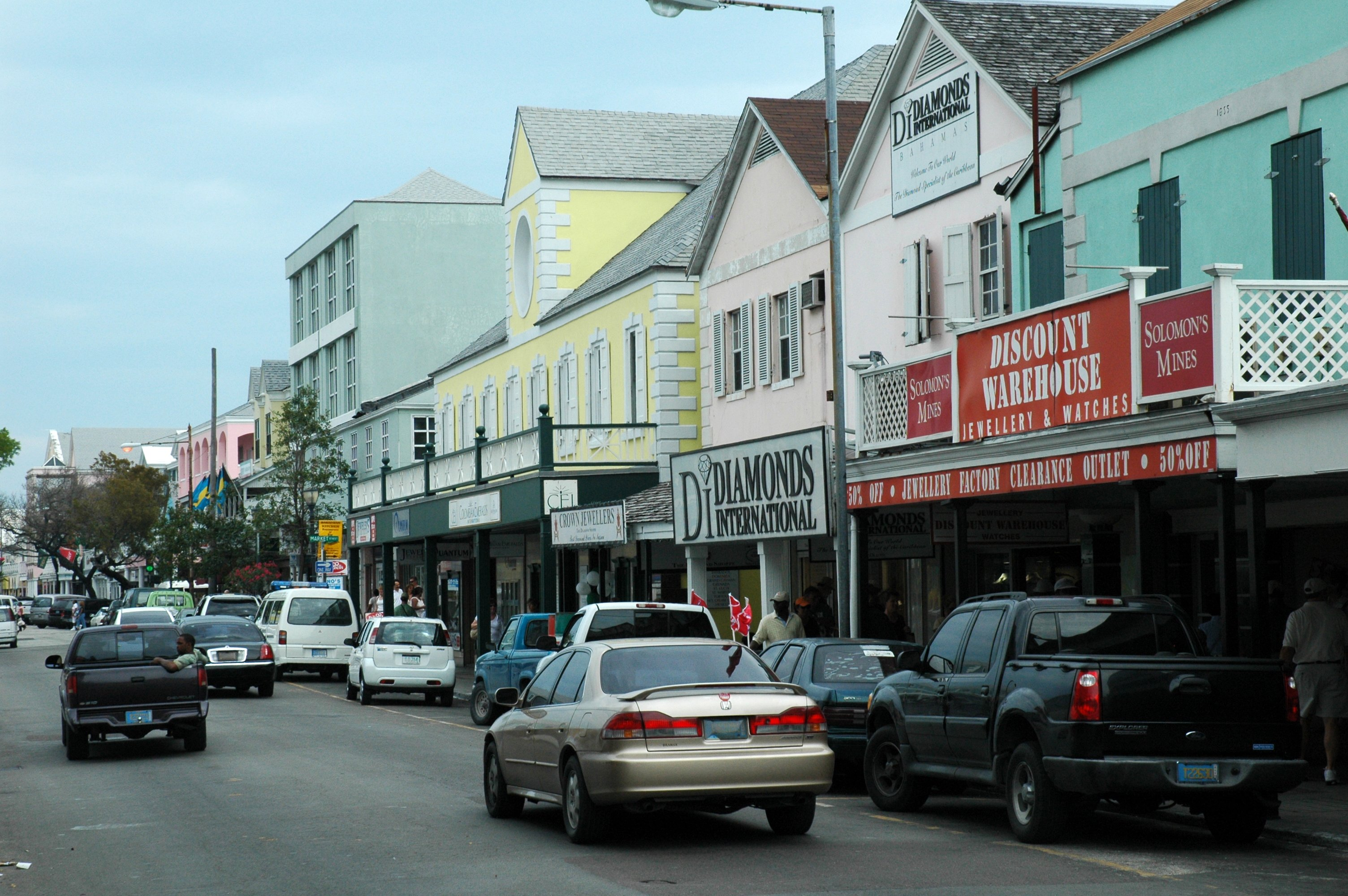
Nassau.

Bahames és un país en desenvolupament estable, dependent de l'economia basada en el turisme i activitats bancàries. El turisme solament, suposa més del 60% del PIB i empra directament o indirectament la meitat de la mà d'obra de l'arxipèlag. L'expansió constant del turisme i l'auge en la construcció d'hotels, de recursos, i de noves residències havien conduït al creixement sòlid del PIB durant anys abans el 2006, però des d'aquell any va haver-hi una caiguda en el nombre de turistes.
Els serveis financers constitueixen el segon sector en importància de l'economia de Bahames, prop del 15% del PIB. No obstant això, des de desembre de 2000, quan el govern va decretar noves regulacions sobre el sector financer, molts negocis internacionals han sortit de les Bahames. La indústria i l'agricultura, contribueixen aproximadament una desena part del PIB i mostren poc creixement, malgrat els incentius que el govern destino a aquests sectors.